# Fabriciana neclinnaei
Fabriciana neclinnaei är en fjärilsart som beskrevs av Ruggero Verity 1936. Fabriciana neclinnaei ingår i släktet Fabriciana och familjen praktfjärilar. Inga underarter finns listade i Catalogue of Life.